# Miniatura (umetnost)
Miniatura (iz italijanščine) ima dvojni pomen v slikarstvu.
1. Miniatura ali Iluminacija je s sličico ali risbo okrašen rokopis. Ime je nastalo, ker se je prvotno izvajala z minijem (živo rdečo barvo), kasneje pa so se uporabljale tudi druge žive barve.
Znane so že v staroegipčanskih papirusih (kot npr. Knjiga mrtvih), preko grške in rimske pa je ta tradicija prešla tudi v zgodnje krščanske liturgijske zvitke (rotulus), kasneje knjige (kodeks) in prepise Biblije.
2. Miniatura (slika) je figuralna scena ali portret malega formata, najpogosteje precizno izvedena na papirju, pergamentu, beli kosti ali kovinski ploščici. Začetki miniaturne slike datirajo v 14. st. (Jan de Hesdin), najrazkošnejši primeri so iz 15. st. (Bratje Limbourg, Jean Fouquet) in 16. st. (Julije Klović). V sodobnem času je poznana hrvatska ilustratorka miniatur Cvijeta Job.
Miniature pa so nastopale kot dekorativni element v nakitu, drobni opremi, kot so šatulje in doze, jedilni pribor in podobno. 

## Srednjeveške knjižne ilustracije
Miniature so s čopičem ali krtačo narisane risbe v obliki okrasa (npr. okraski na robu listov, oblikovanje prve črke) in figurativnih likov, v plemenitih srednjeveških rokopisih. Ime izhaja od besede minij, latinske besede za rdeče barvilo. Uporaba minija v rokopisih se lahko izsledi nazaj do egipčanske Knjige mrtvih. Uporabljena je bila kot motna barva, nekakšna tempera slikarstva na pergamentu. Z izumom izdelave papirja, so bile slike narejene z neprosojno (gvaš) ali prosojno (akvarel) barvo - znano tudi kot slikanje v sivo (Grisaille) in delno z uporabo zlatih lističev.
Posebnost je islamsko miniaturno slikarstvo. Okrašeni so bili posvetni rokopisi, kot kaligrafija je bilo v središču pozornosti v Koranu - včasih pa tudi z ornamentiko. Najstarejši primeri arabskih miniaturnih slik so stari približno 1000 let. Profani rokopisi so bili okrašeni s scensko miniaturo - včasih od roba do roba. V 13. stoletju doseže ta oblika umetnosti vrhunec. Pomembna je bila šola v Bagdadu, ki je predstavila svoj umetniški vpliv v severnem Iraku in Siriji. V 14. in 15. stoletju je ta oblika umetnosti spet cvetela v Egiptu in Siriji pod Mameluki.
Perzijsko miniaturno slikarstvo je mogoče najti v rokopisih iz 13. stoletja in je doseglo vrhunec v 15. stoletju pod Timuridi.

## Majhne sličice
Sličice so majhne podobe, predvsem portreti, velikokrat naslikani na slonovi kosti in uokvirjeni.

## Material
Miniature so pobarvane v olju, akvarelu in sklenini, predvsem pa v akvarelu. Veliko nizozemskih in nemških miniatur je naslikanih v olju in praviloma so na bakru. To so predvsem portreti, pripisujejo jih velikim italijanskim umetnikom, zlasti tistim iz bolonjske šole. Samuel Cooper je dejal, da so izvedli nekaj slik z oljem na baker.
Od približno leta 1650 dalje je bilo veliko lepih miniatur narejenih v steklastem emajlu. Jean Petitot 1607-1691 je bil največji umetnik v tem materialu in je pobarval svoje najlepše portrete Ludvika XIV. v Parizu, Francija. Njegov sin ga je nasledil v istem poklicu. Drugi umetniki v sklenini so Christian Friedrich Zincke, umrl 1767, Heinrich Hurter (1734-1799), David Liot, Paul Prieur in Johann Melchior Dinglinger. Mnogi od teh umetnikov so bili bodisi Francozi ali Švicarji, večina od njih je obiskala Anglijo in tam nekaj časa delala. Največji angleški portretni slikar v emajlu je bil Henry Bone (1755-1839). Velika zbirka njegovih majhnih reprodukcij slavnih slik je v Buckinghamski palači.
V 18. stoletju je akvarel na slonovino postal standardni medij. Uporaba slonovine je bila prvič sprejeta okoli leta 1700, v zadnjem delu vladanja Viljema III.; miniature pred tem časom so bile naslikana na pergament, na piščančjo kožo ali karton, nekaj na hrbtih igralnih kart in podobno.

## Mojstri miniatur
Nemčija
- Heinrich Anton Dähling (* 1773; † 1850)
- August Grahl (* 1791; † 1868)

Anglija
- Nicholas Hilliard (* okoli 1547; † 1619)
- Samuel Cooper (* 1609; † 1672)
- Anne Chéron (* 1663; † 1718)
- Richard Cosway (* 1742; † 1821)
- John Smart (* 1741/1742; † 1811)
- George Engleheart (* 1752; † 1829)
- Andrew Plimer (* 1763; † 1837)

Francija
- Jean Baptiste Jacques Augustin (* 1759; † 1832)
- Jean Urbain Guérin (* 1760; † 1836)
- Peter Adolf Hall (*1739; † 1793)
- Jean Baptiste Isabey (* 1767; † 1855)

Italija
- Domenico Bossi (* 1767; † 1853)

Avstrija
- Heinrich Friedrich Füger (* 1751; † 1818)
- Josef Kreutzinger (* 1757; † 1829)
- Moritz Michael Daffinger (* 1790; † 1849): portret princese Melanie Metternich, tretja žena nekdanjega avstrijskega zunanjega ministra Klemensa Wenzela Metternicha je bil konec novembra 2007 prodan pri Christie v Londonu za £ 36.500 od ruskega zbiralca.
- Albert Theer (* 1815; † 1902)
- Johann Richard Schwager (* 1822; † 1880)
- Josef Tschiedel (* 27. november 1870 Neustadt a.d. Tafelfichte (Nove Mesto); † 23. Oktober 1954 Wien)
- August Tschiedel (* 19. februar 1901 Dunaj; † 9. junij 1982 Dunaj)
- Josef Tschiedel ml. (* 2. junij 1902 Dunaj; † 11. julij 1981 Dunaj) končan 1970/71 v tej tehniki verjetno na svetu zadnja dva miniaturna portreta na slonovini.

Švica
- Salomon-Guillaume Counis (* 1785; † 1859)
- Louis-Ernest Reguin (* 1872; † 1948)

Španija
- Španski slikar Francisco Goya je znano, da se izdelal nekaj miniatur.